# Rio Branco (Belo Horizonte)
Rio Branco é um bairro da região administrativa de Venda Nova, na cidade mineira de Belo Horizonte, em Minas Gerais - Brasil.

## História
O bairro surgiu na década de 1970 para abrigar as populações de baixa renda. Nessa época, foram construídos diversos conjuntos habitacionais para a população de menor poder aquisitivo, mas a maioria deles não dispunha dos serviços de infraestrutura necessários. A multiplicação desses conjuntos aumentou a população do bairro.
No bairro, que também é chamado de Visconde do Rio Branco, havia muitas residências alugadas pela Beneficência da Prefeitura Municipal para os servidores municipais. Com a sua regularização, em 1972, as casas foram vendidas aos ocupantes que tivessem condições de adquiri-las. A partir da doação de um terreno da Prefeitura para a Companhia de Habitação do Estado de Minas Gerais (COHAB-MG), responsável pela elaboração e execução de projetos de moradia popular, foi construído um conjunto habitacional em 1977. Com 221 unidades habitacionais, a maioria das casas foi destinada às famílias que viviam com menos de um salário mínimo.
O bairro teve um grande crescimento populacional a partir da década de 1980, quando receberam cerca de 18 mil novos habitantes. Nessa área, houve uma tendência para a construção de casas com mais de dois pavimentos, para abrigar os novos moradores. O fato de seus terrenos contarem com uma situação regular junto à Prefeitura garantiu grandes investimentos no setor da construção civil.
De acordo com o censo do IBGE de 2010, o bairro Rio Branco possui 12.768 habitantes, possui 97 logradouros, perímetro de aproximadamente 6,5 Km, 2 Km da sua extremidade mais a Oeste até a sua extremidade mais a Leste e 1,6 Km da sua extremidade mais a Norte até sua extremidade mais a Sul.
O Parque Alexander Brandt, localizado no bairro, foi aberto ao público em 1993.